# Annie Goetzinger
Annie Goetzinger (Parigi, 18 agosto 1951 – Boulogne-Billancourt, 20 dicembre 2017) è stata una fumettista e stilista francese.

## Biografia
All'École des Arts Appliqués, dove Annie Goetzinger studia design di moda dal 1967 al 1971, prende lezioni con Georges Pichard. Jacques Lob nota i suoi disegni e la invita a unirsi alla rivista per ragazzi Pilote. Pubblica anche sulla rivista Lisette. Nel 1975 realizza il suo primo album, Casque d'or, per il quale vince due premi al Festival di Angoulême.
Nel 1978 illustra una biografia di George Sand, Aurore. Aurore Dupin diventa George Sand, su testo di Adela Turin. L'anno successivo, il libro vince il Premio Grafico Fiera di Bologna per la Gioventù alla Fiera del Libro per Ragazzi di Bologna.
Crea il personaggio che la renderà famosa, Félina. Pubblica illustrazioni anche su le riviste Circus, L'Écho des savanes e Fluide glacial, diventando una delle poche fumettiste dell'epoca, insieme a Claire Bretécher e Chantal Montellier. Dal 1980 ha lavorato principalmente con Pierre Christin. Dal 1999 fino alla sua morte, ha illustrato la rubrica settimanale di Bruno Frappat sul quotidiano La Croix. Ha vissuto per molti anni a Barcellona.Tra il 2006 e il 2006 Annie Goetzinger ha collaborato saltuariamente con la rivista per ragazzi Pif Gadget
Ha inoltre disegnato le scene e i costumi per l'adattamento teatrale di Georges Soria del romanzo di Margaret Mitchell Autant en emporte le vent, diretto da Daniel Benoin con Gabrielle Lazure, Daniel Olbrychski e Jean-Claude Bouillon, nel gennaio 1984 al Théâtre Marigny.
Annie Goetzinger è morta il 20 dicembre 2017 in seguito a una malattia.

## Lavori
- Légende et réalité de Casque d'or, Glénat, 1976
- Aurore. Aurore Dupin devient George Sand, testo di Adela Turin, ill. di Annie Goetzinger, ed. des femmes, 1978[14]. Premio Grafico Fiera di Bologna per la Gioventù, Bologna Children's Book Fair, 1979[3]
- Curriculum BD, Les Humanoïdes associés, 1980; ristampa: Rayon Dames, Les Humanoïdes Associés, 1991
- La Demoiselle de la Légion d'Honneur, sceneggiatura di Pierre Christin, Dargaud, 1980; Les Humanoïdes Associés, 1990
- La Diva e il Kriegspiel, sceneggiatura di Pierre Christin, Dargaud, 1981[15]; Les Humanoïdes Associés, 1990
- La Voyageuse de petite ceinture, sceneggiatura di Pierre Christin, Dargaud, 1985; Les Humanoïdes Associés, 1990
- Charlotte et Nancy, sceneggiatura di Pierre Christin, Dargaud, 1987
- Barcelonight, Les Humanoïdes Associés, 1990
- Rayon Dames, Les Humanoïdes Associés, 1991
- L'Avenir perdu, con Jon S. Jonsson e Andreas Knigge, Les Humanoïdes Associés, 1992
- Félina, sceneggiatura di Víctor Mora:

1. Félina, Glénat, 1979[16]
2. Les mystères de Barcelone, Dargaud, 1983
3. L'Ogre du Djebel, Dargaud, 1986

- Le Tango du disparu, sceneggiatura di Pierre Christin, Flammarion, 1989
- Mémoires de Barcelone, texte de Montserrat Roig, La Sirène, 1993[17]
- Le Message du simple, sceneggiatura di Pierre Christin, Seuil, 1994
- La Sultane blanche, sceneggiatura di Pierre Christin, Dargaud, 1996[18]
- Paquebot, sceneggiatura di Christin, Dargaud, 1999[19]
- Agence Hardy, sceneggiatura di Pierre Christin, Dargaud

1. Le Parfum disparu, 2001
2. La Trace pâle, 2002
3. Le Poison rouge, 2004
4. Banlieue rouge, banlieue blanche, 2006
5. Berlin, zone française, 2008
6. Boulevard des crimes, 2009
7. Les diamants fondent au soleil, 2012

- Une page dans Bonheur Park, La Voix des Anges 3, di Rodolphe e Alain Bignon
- Marie-Antoinette, la reine fantôme, sceneggiatura di Rodolphe, Dargaud, 2011
- Jeune fille en Dior, Dargaud, 2013
- Les Apprentissages de Colette, Dargaud, 2017

## Onori

### Premi e riconoscimenti
- 1975: Premio del Festival di Angoulême come miglior regista esordiente
- 1977: Premio per la migliore opera realistica francese al festival di Angoulême per Légende et réalité de Casque d'or[20]
- 1979: Premio Grafico Fiera di Bologna per la Gioventù, Bologna Children's Book Fair[3] per Aurore. Aurore Dupin diventa George Sand, testo di Adela Turin, illustrazioni di Annie Goetzinger
- 1980: Prix Saint-Michel Femina, pour Félina[21]
- 2014: Prix Grand Boum de la ville de Blois.